# مركز ميموريال سلون كيترينغ للسرطان
مركز ميموريال سلون كيترينغ للسرطان (MSK أو MSKCC) هو مؤسسة لعلاج السرطان والأبحاث، تقع في مانهاتن في مدينة نيويورك. يعد المركز واحدًا من 72 مركزًا شاملًا لعلاج السرطان تابعاً للمعهد الوطني للسرطان. يقع المبنى الرئيسي في 1275 شارع يورك بين الشارعين 67 و68 في مانهاتن.
تأسس المركز عام 1980 باندماج مستشفى ميموريال لعلاج السرطان والأمراض المرتبطة به، الذي تأسس عام 1884، ومعهد سلون كيترينغ لأبحاث السرطان المجاور، الذي تأسس عام 1945. وقد نسّق الكيانان الطبّيان عملياتهما رسميًا منذ عام 1960.

## التاريخ

### التاريخ المبكر لمستشفى ميموريال (1884-1934)
تأسس المستشفى في مبناه الأصلي على الجانب الغربي الشمالي من مانهاتن عام 1884 باسم مستشفى نيويورك للسرطان، حيث أسسته مجموعة ضمت جون جاكوب أستور الثالث وزوجته شارلوت. وقد عين المستشفى جراحًا معالجًا هو ويليام ب. كولي، الذي كان رائدًا في العلاج المناعي للقضاء على الأورام. عام 1899، أُعيدت تسمية المستشفى إلى مستشفى جنرال ميموريال لعلاج السرطان والأمراض المرتبطة به. عام 1902، أوصت أرابيلا هنتنغتون بمبلغ 100,000 دولار أمريكي (ما يعادل 3.6 مليون دولار أمريكي في 2024) للمستشفى تخليداً لذكرى زوجها الراحل كوليس بوتر هنتنغتون لإنشاء أول صندوق لأبحاث السرطان في البلاد، صندوق هنتنغتون لأبحاث السرطان.
عام 1910، أسّس جيمس يوينغ، أستاذٌ في كلية الطب بجامعة كورنيل، تعاوناً مع مستشفى ميموريال بمساعدة وتمويل من الصناعي والمُحسن جيمس دوغلاس، الذي تبرّع بمبلغ 100 ألف دولار (ما يعادل 3.4 مليون دولار أمريكي في 2024) لتخصيص عشرين سريراً للأبحاث السريرية، ومعدات للعمل بالراديوم، ومختبر سريري لهذا الغرض. ألهمت حماسة دوغلاس وتمويله لتطوير العلاج الإشعاعي للسرطان يوينغ ليصبح أحد رواد تطوير هذا العلاج. سرعان ما تولى يوينغ القيادة الفعالة للأبحاث السريرية والمخبرية في ميموريال. عام 1916 أعيدت تسمية المستشفى مرة أخرى، حيث حُذفت كلمة «جنرال» ليصبح معروفًا باسم مستشفى ميموريال لعلاج السرطان والأمراض المرتبطة به.
أنشئ أول برنامج تدريبي للزمالة في الولايات المتحدة في ميموريال عام 1927، بتمويل من عائلة روكفلر. عام 1931، استُخدم أنبوب الأشعة السينية الأقوى آنذاك والذي تبلغ قوته 900 كيلو فولت في علاج السرطان باستخدام الإشعاع في مستشفى ميموريال؛ وقد بَنَت شركة جنرال إلكتريك الأنبوب على مدار عدة سنوات. في عام 1931 عُيّن يوينغ رسميًا رئيسًا للمستشفى، وهو الدور الذي لعبه بفعالية حتى ذلك الحين، وظهر على غلاف مجلةتايم باسم «رجل السرطان يوينغ»؛ ووصف المقال المصاحب دوره باعتباره أحد أهم أطباء السرطان في عصره. وبقي على رأس عمله حتى تقاعده عام 1939. تحت قيادته، أصبح مستشفى ميموريال نموذجًا لمراكز السرطان الأخرى في الولايات المتحدة، حيث يجمع بين رعاية المرضى والبحث السريري والمعملي، وقيل عنه أنه «يمكن التعبير عن علاقة يوينغ بمستشفى ميموريال بأفضل ما يمكن بكلمات إيمرسون، »كل مؤسسة ليست سوى ظل ممتد لرجل ما«. الدكتور يوينغ هو مستشفى ميموريال».

### مستشفى ميموريال ومعهد سلون كيترينغ (1934-1980)
عام 1948، أصبح كورنيليوس ب. رودس مديرًا لمؤسسة ميموريال. كان رودس يدير برامج الأسلحة الكيميائية للجيش الأمريكي في الحرب العالمية الثانية، وكان مشاركًا في العمل الذي أدى إلى اكتشاف إمكانية استخدام غاز الخردل النيتروجيني كأدوية لعلاج السرطان. :91–92لقد رعى التعاون مع جوزيف إتش. بورشينال، وهو طبيب في مستشفى ميموريال وجيرترود بي. إليون وجورج إتش. هيتشينجز في مستشفى بوروز ويلكوم، الذي اكتشف مركّب مركابتوبورين؛ وقد أدى هذا التعاون إلى تطوير هذا الدواء المضاد للسرطان واستخدامه على نطاق واسع في نهاية المطاف. :91–92
من منتصف الخمسينيات إلى منتصف الستينيات، أجرى تشيستر م. ساوثام أبحاثًا سريرية رائدة في مجال العلاج الفيروسي والعلاج المناعي للسرطان في ميموريال سلون كيترينغ؛ ومع ذلك، فقد أجرى أبحاثه على الأشخاص دون موافقتهم المستنيرة، بل أحرى أبحاثه على المرضى تحت رعايته أو رعاية الآخرين، وكذا أجراها على السجناء. عام 1963 اعترض بعض الأطباء على عدم طلب الموافقة على تجاربه وأبلغوا عنه إلى مجلس أمناء جامعة ولاية نيويورك الذي وجده مذنبًا بالاحتيال والخداع والسلوك غير المهني، وفي النهاية وُضع تحت المراقبة لمدة عام. غطت صحيفة نيويورك تايمز تجارب ساوثام البحثية والقضية في ريجنتس.
عام 1960، تأسّس مركز ميموريال سلون كيترينغ للسرطان كشركة جديدة لتنسيق العمل بين المؤسستين، وعُيّن جون هيلر، المدير السابق للمعهد الوطني للسرطان، رئيسًا لها. في نهاية الستينيات، عندما بدأ مجال طب الأورام عند الأطفال يحقق نجاحًا في علاج الأطفال المصابين بالسرطان، افتتح مركز ميموريال مستشفى نهاريًا للأطفال، جزئيًا للتعامل مع العدد المتزايد من الناجين من السرطان.
في أوائل سبعينيات القرن العشرين، عيّن كلٌ من بورشينال وبينو شميدت، وهو مستثمر محترف وأمين عام في شركة ميموريال سلون كيترينغ، في اللجنة الرئاسية التي بدأت حرب الحكومة الفيدرالية الأمريكية على السرطان في أوائل سبعينيات القرن العشرين. :184عندما أقر الكونجرس قانون السرطان الوطني لعام 1971 جزءاً من هذا الجهد، صُنّف مركز ميموريال سلون كيترينغ واحداً من ثلاثة مراكز شاملة للسرطان على مستوى البلاد.
عام 1977، أنشأ جيمي س. هولاند خدمة طبٍ نفسيٍ بدوام كامل في ميموريال سلون كيترينغ مخصصة لمساعدة الأشخاص المصابين بالسرطان على التعامل مع مرضهم وعلاجه؛ وكان هذا أحد أول البرامج من هذا النوع ورفد إنشاء مجال علم الأورام النفسي.

### مركز ميموريال سلون كيترينغ للسرطان (1980 حتى الآن)
عام 1980، اندمج مستشفى ميموريال ومعهد سلون كيترينغ رسميًا في كيان واحد تحت اسم مركز ميموريال سلون كيترينغ للسرطان.
عام 1985، نجح فريق مركز ميموريال سلون كيترينغ للسرطان والمكون من كارل ويلتي [الألمانية]، قام إيريك بلاتزر [الإنجليزية]، وجانيس جابريلوف [الإنجليزية]، ورولان ميرتلسمان، ومالكولم مور في تنقية عامل تحفيز مستعمرات الخلايا المحببة (G-CSF) البشري.
عام 1986، حصل المركز على براءة اختراع لطريقة إنتاج واستخدام G-CSF البشري تحت اسم « عامل تحفيز مستعمرات الدم البشري متعدد القدرات » (P-CSF). وفي عام 1986 أيضًا، استنسخ فريق شيجيكازو ناجاتا وفريق لورانس سوزا [الإنجليزية] في شركة أمجين جين G-CSF لإنتاجه واستخدامه في الأغراض السريرية.
عام 1990، أبرمت اتفاقية مع شركة أمجين لتلقي حقوق الملكية لعامل تحفيز مستعمرات الخلايا الحبيبية المعاد تركيبها، وهو الأساس لدواء نيوبوجين ونيولاستا، ما أكسب المعهد أكثر من 100 مليون دولار.
في عام 2000، أصبح مدير المعهد الوطني للصحة السابق هارولد فرموس مديرًا لمركز ميموريال سلون كيترينغ. خلال فترة عمله، ساعد في بناء مرافق جديدة، وتعزيز العلاقة بين الأذرع السريرية والبحثية في MSK، وتعزيز التعاون مع مؤسسات أخرى، بما في ذلك كلية طب وايل كورنيل وجامعة روكفلر.
عام 2006، افتتح مركز ميموريال مركز مورتمير زوكرمان للأبحاث، وهو مبنى مكون من 23 طابقًا ويضم أكثر من 100 مختبر. في عام 2009 افتتح مركز إيفلين لودر للثدي.
عام 2010، عُيّن كريغ ب. تومسون، أخصائي الأورام والباحث، رئيسًا ومديرًا تنفيذيًا لمركز ميموريال. في العام التالي، صُنّف المركز باعتباره ثالث أكثر المنظمات غير الربحية نجاحًا من حيث الأدوية واللقاحات المعتمدة من قِبل إدارة الغذاء والدواء، خلف المعاهد الوطنية للصحة ونظام جامعة كاليفورنيا. عام 2012، عُيّن تومسون خوسيه باسيلجا طبيباً رئيسياً، وقد أشرف على الجانب السريري لـلمركز. في نفس العام، أُعلن عن التعاون مع شركة آي بي إم بهدف تطوير أدوات وموارد جديدة لتخصيص توصيات التشخيص والعلاج للمرضى بشكل أفضل. عُيّنت جوان ماساجوي، مديرةً لSKI، الذراع البحثية للمركز، عام 2013. استقال باسيلجا في سبتمبر 2018 بعد ظهور معلومات بشأن ملايين الدولارات التي تلقاها من شركات الأدوية دون الكشف عن تضارب في المصالح المالية.
عام 2015، افتتح مركز جراحة جوسي روبرتسون للجراحات الخارجية، والذي سمي تكريمًا لزوجة المحسن جوليان روبرتسون.
عام 2017، وافقت إدارة الغذاء والدواء على العلاج المناعي الذي طوره المركز CAR-T، ليُطبّق في علاج سرطان الدم والليمفوما. وافقت إدارة الغذاء والدواء على أول اختبار أكاديمي أو تجاري لتحديد الورم MSK-IMPACT في نوفمبر 2018.
عام 2020، افتتح مركز ديفيد إتش كوخ لرعاية مرضى السرطان ليكون مرفقاً للمرضى الخارجيين.
في أبريل 2022، أعلن مركز ميموريال سلون كيترينغ عن تلقّي تبرع بقيمة 50 مليون دولار من مؤسسة ستار للمساعدة في توسيع التمويل لأبحاث السرطان الأساسية واكتشاف العلوم. سوف تساهم هذه التبرعات في إنشاء برنامج مؤسسة ستار لعلوم الاكتشاف في معهد سلون كيترينغ، والهدف من المعهد هو دفع عجلة الاختراقات في مجال السرطان من الجيل التالي.
في يونيو 2022، وجدت تجربة صغيرة لعلاج تجريبي أن الأورام اختفت لدى جميع المرضى الـ 14 الذين شُخّصت إصابتهم بسرطان المستقيم في مرحلة مبكرة والذين أكملوا الدراسة بحلول وقت نشرها.
عام 2023، تلقى مركز ميموريال سلون كيترينغ تبرعًا بقيمة 400 مليون دولار من ديفيد جيفن وكينيث سي جريفين.
توسع مركز ميموريال في المواقع الإقليمية، بما في ذلك مقاطعة ويستشستر، نيويورك، وكوماك، وهاوباج، ومركز روكفيل في لونغ آيلاند، ومقاطعة بيرغن، ومقاطعة مونماوث، وباسكينج ريدج في نيوجيرسي.
يوظف مركز ميموريال حاليًا أكثر من 1200 طبيب وتعالج المرضى الذين يعانون من حوالي 400 نوع من السرطان سنويًا.

## المرافق والبرامج المرتبطة

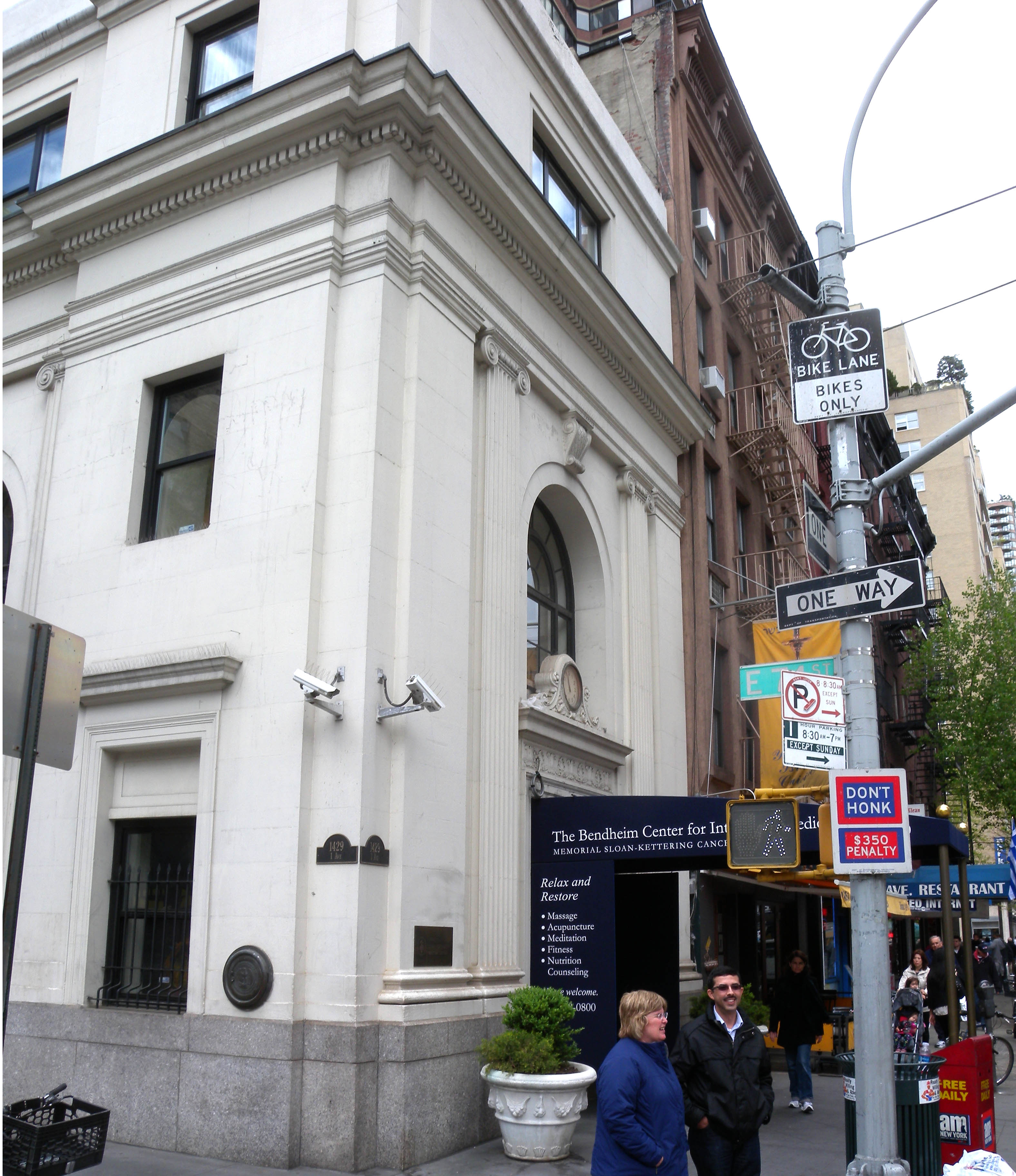
مركز بيندهايم للطب التكاملي

مركز ميموريال سلون كيترينغ بيندهايم للطب التكاملي هو منشأة مستقلة للمرضى الخارجيين، طُوّره بفضل خدمة الطب التكاملي التي بدأت في عام 1999.
افتُتح مركز التدخّل الموجّه بالصور في يونيو 2010 في مبنى مستشفى ميموريال للإشراف على أنشطة توجيه الصور في مركز ميموريا كله. في أكتوبر 2012، افتُتح مركز سيليرمان لإعادة التأهيل، ما أدى إلى نقل إعادة التأهيل من مستشفى ميموريال إلى أقرب جناح روكفلر للمرضى الخارجيين.

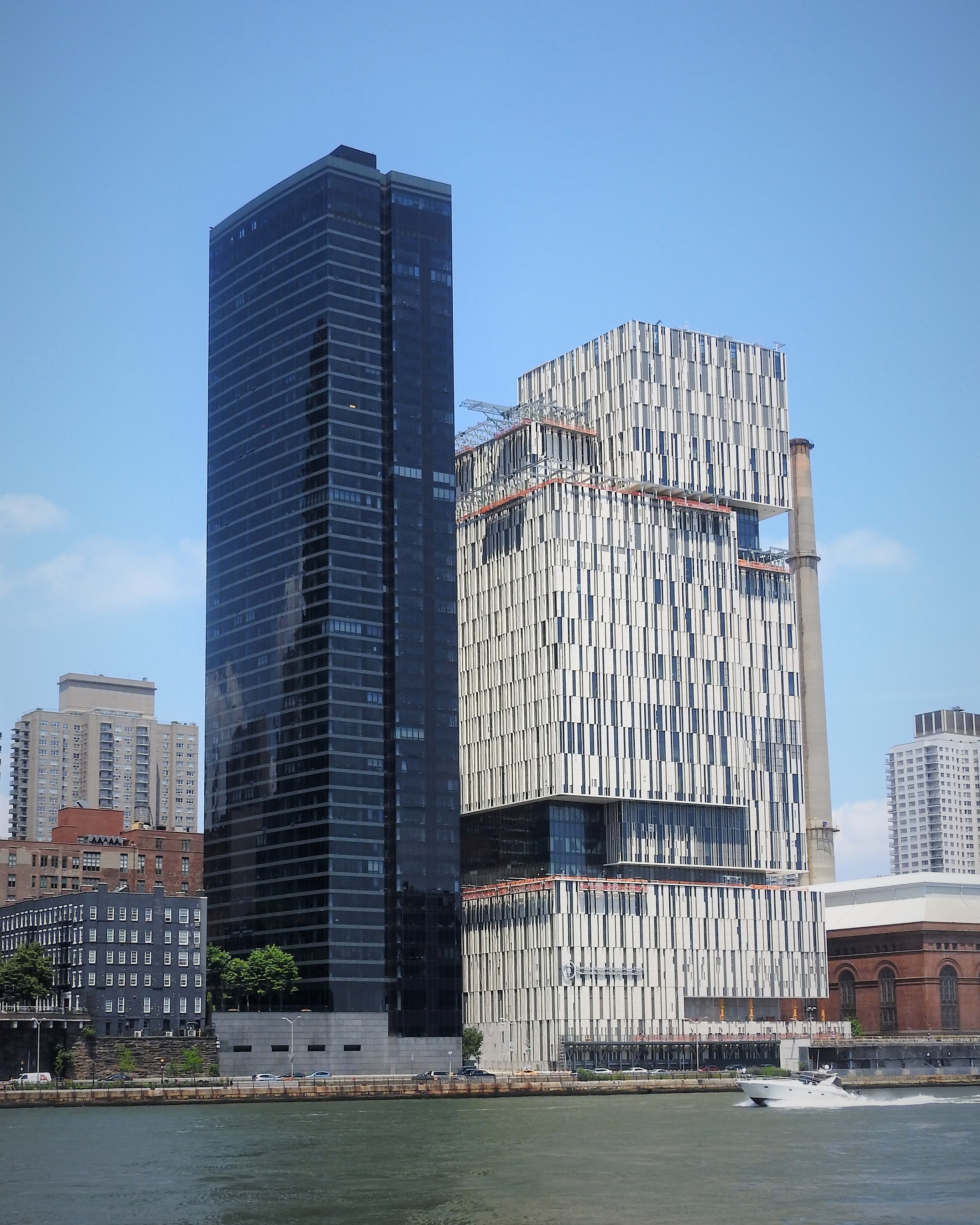
مركز كوش (يمين)

افتُتح مركز نيويورك للعلاج بالبروتون عام 2019 وذلك شراكةً بين مستشفى ميموريال سلون كيترينغ ومركز مونتيفيوري الطبي ومستشفى ماونت سيناي. كان المركز أول مركز للعلاج بالبروتونات في ولاية نيويورك. افتُتح مركز ديفيد إتش كوخ لرعاية مرضى السرطان في مركز ميموريال سلون كيترينغ للسرطان في يناير 2020.

### مركز الهند
أطلق المركز منشأته في الهند في تشيناي في أغسطس 2022، لتقديم خدمات الطب عن بعد بالتعاون مع iCiliniq لتسهيل الحصول على رأي ثانٍ من أخصائيي السرطان، دون الحاجة إلى السفر إلى منشأة في الولايات المتحدة.

## التدريب
يتدرب في مركز ميموريال سلون كيترينغ قرابة 1700 طبيب مقيم وزميل. يتدرب أيضاً 575 باحثًا ما بعد الدكتوراه في مختبرات ميموريال سلون كيترينغ و288 مرشحًا للحصول على درجة الدكتوراه ودرجة الدكتوراه في الطب.
عام 2004، افتتحت كلية لويس جيرستنر جونيور للدراسات العليا في العلوم الطبية الحيوية في مركز ميموريال سلون كيترينغ للسرطان. تخرج أول فوج عام 2012. اعتبارًا من يناير 2019، أصبح عميد كلية الدراسات العليا هو عالم الأحياء الخلوية مايكل أوفرهولتزر. كان العميد المؤسس، الذي خدم لأكثر من عقد من الزمان، هو عالم الأحياء الجزيئي كين ماريانز.
برنامج الدكتوراه في الطب والمؤسسات الثلاث هو شراكة بين مركز ميموريال سلون كيترينغ للسرطان، وكلية طب وايل كورنيل، وجامعة روكفلر. ويستفيد برنامج الدرجة المزدوجة من القرب بين هذه المؤسسات الثلاث للتعاون في مجال البحوث الطبية الحيوية والتدريب الطبي. لدى المركز أيضًا شراكة أكاديمية مع كلية طب وايل كورنيل تُعرف باسم كلية وايل كورنيل للدراسات العليا للعلوم الطبية.

## أعضاء هيئة تدريس بارزين

### الرؤساء
شغل الأفراد التاليون منصب الرئيس، أولاً للشركة الشاملة (1960-1980)، ثم للمستشفى المشترك (منذ عام 1980 فصاعدًا).
- جون ر. هيلر، 1960-1961
- ريتشارد د. فاندرووركر، 1962-1971
- ديفيد والش، 1971-1973
- لويس توماس، 1973-1980
- بول أ. ماركس، 1980-1999
- هارولد فارموس، 2000–2010
- كريج ب. تومسون، 2010–2022
- سيلوين م. فيكرز، 2022–

### رؤساء مستشفى ميموريال للسرطان والأمراض المرتبطة به
- جون إي. بارسونز، 1884-1915
- هربرت بارسونز، 1915-1917
- جورج سي كلارك، 1917-1919
- هربرت بارسونز، 1919-1923
- والتر دوغلاس، 1924-1932
- هاري ب. روبينز، 1933-1944
- ريجينالد جي كومب، 1945-1950
- لورانس روكفلر، 1950-1958
- ب. بروستر جينينجز، 1958-1961
- أوجدن وايت، 1962-1964
- جون م. ووكر، 1965-1973
- جيمس د. روبنسون الثالث، 1974-1980

### رؤساء معهد سلون كيترينغ
- فرانك أ. هوارد، 1945-1959
- فرانك ل. هورسفول، 1960-1971
- ليو ويد، 1971-1972
- روبرت أ. جود، 1973-1980

## السمعة
عام 2015، عملت منظمة Charity Watch على تقييم مركز ميموريال سلون كيترينغ للسرطان ومنحته درجة "A". وفي نفس العام، تلقّى رؤساء الجمعية الخيرية مبلغاً يتراوح بين 2,107,939 دولاراً و2,639,669 دولاراً رواتب وتعويضات من الجمعية الخيرية. حصل الرئيس التنفيذي كريج ب. تومسون على راتبٍ قدره 2,554,085 دولارًا من الجمعية الخيرية.